# Олимпийская ассоциация Антигуа и Барбуды
Олимпийская ассоциация Антигуа и Барбуды (англ. The Antigua and Barbuda Olympic Association) — организация, представляющая Антигуа и Барбуду в международном олимпийском движении. Основана в 1966 году, зарегистрирована в МОК в 1976 году.
Штаб-квартира расположена в Сент-Джонсе. Является членом Международного олимпийского комитета, Панамериканской спортивной организации и других международных спортивных организаций. Осуществляет деятельность по развитию спорта на островах Антигуа и Барбуда.